# Bodolz
Bodolz ist eine bayerische Gemeinde im schwäbischen Landkreis Lindau (Bodensee) in Deutschland. Die Gemeinde wird durch den Bodensee-Tourismus und den Obstbau geprägt.

## Geografie

### Gemeindeteile
Es gibt neun Gemeindeteile (in Klammern ist der Siedlungstyp angegeben):
- Bettnau (Dorf)
- Bodolz (Dorf)
- Bruggach (Weiler)
- Ebnet (Pfarrdorf)
- Enzisweiler (Dorf)
- Hochsträß (Dorf)
- Hoyerberg (Dorf)
- Mittenbuch (Weiler)
- Taubenberg (Dorf)

### Nachbargemeinden
Bodolz hat zwei Nachbargemeinden, die Gemeinde Wasserburg im Westen und die Große Kreisstadt Lindau (Bodensee) im Osten. Dort grenzt Bodolz an drei Lindauer Stadtteile Hoyren und Schönau und nördlich an Unterreitnau. Nach Süden liegt der Stadtteil Schachen zwischen der Gemeinde und dem Bodensee. Ihr südlichster Punkt ist 310 Meter vom bayrischen Seeufer entfernt.

## Geschichte
Bodolz wurde 1341 zuerst urkundlich erwähnt, der älteste (und auch heute noch größte) Gemeindeteil Enzisweiler jedoch bereits 1134.
Die Fugger erwarben 1592 mit der Herrschaft Wasserburg auch Bodolz. Ein Jahr später erhielten die Fugger vom Lindauer Damenstift noch deren gesamten Besitz in Bodolz – zusammen mit den Herrschaftsrechten. Bodolz war bis 1763 Teil der Fuggerschen Herrschaft Wasserburg und kam dann zu Vorderösterreich. Seit den Friedensverträgen von Brünn und Preßburg 1805 gehört der Ort zum Königreich Bayern.
Im Zuge der Verwaltungsreformen in Bayern entstand mit dem Gemeindeedikt von 1818 die heutige Gemeinde.

## Einwohnerentwicklung
Zwischen 1988 und 2018 wuchs die Gemeinde von 2518 auf 3048 um 530 Einwohner bzw. um 21,1 %.

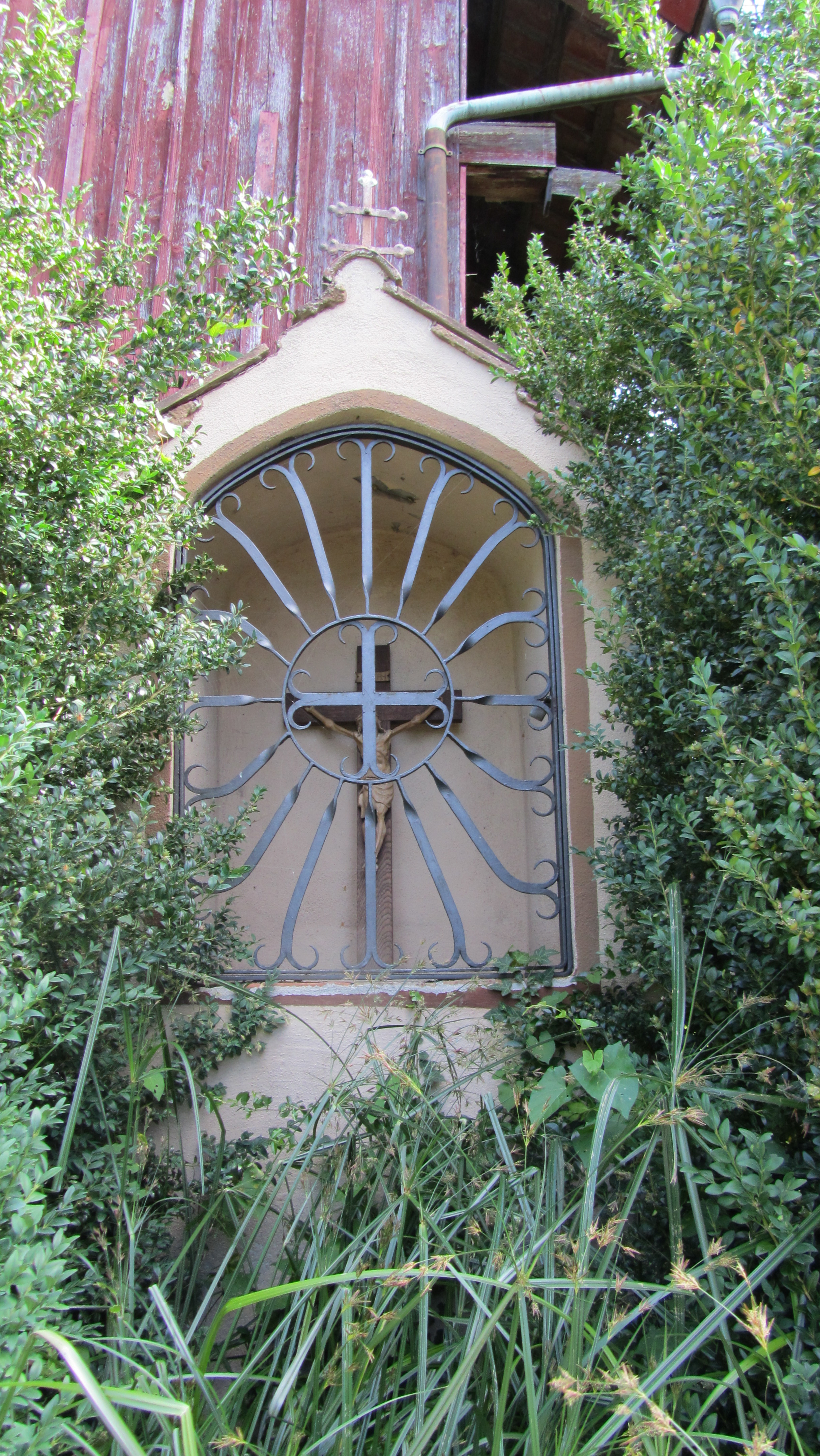
Bildstock aus dem 18. Jahrhundert
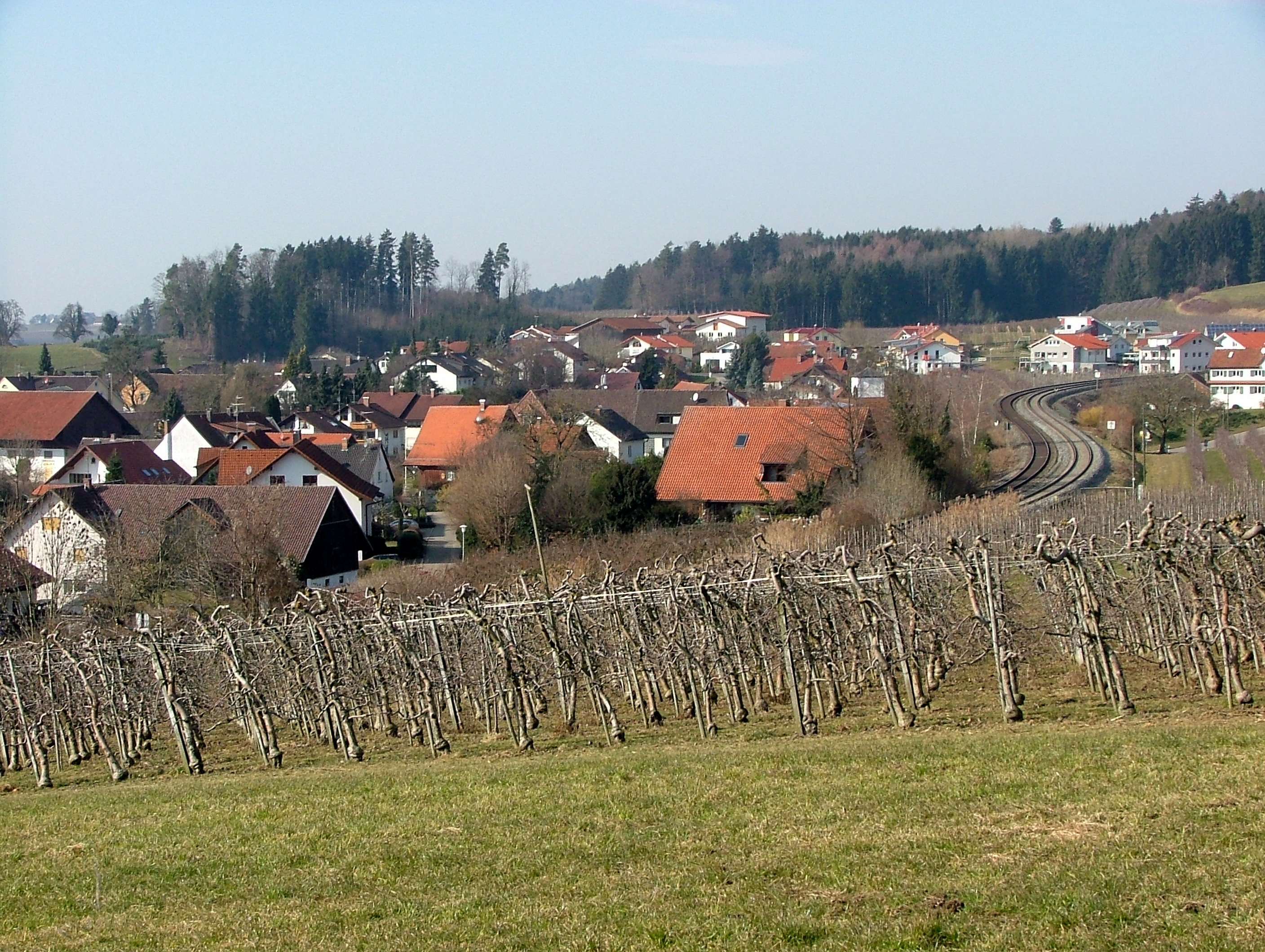
Bodolz an der Bahnlinie

## Politik

### Gemeinderat und Bürgermeister
In der Gemeinde sind in der Wahlperiode 2020–2026 drei politische Gruppierungen im Gemeinderat vertreten:
- Bürgerschaft Bodolz (Bürgerschaft) mit acht Sitzen
- Unabhängige Bürger Bodolz (UBB) mit sechs Sitzen
- Christlich-Soziale Union (CSU) mit zwei Sitzen

Erster Bürgermeister war von Mai 2014 bis zu seinem Tod Christian Ruh (Bürgerschaft). Zum neuen Bürgermeister wurde am 20. Februar 2022 Felix Eisenbach gewählt. Zweiter Bürgermeister ist Bruno Schmid (Bürgerschaft), der dritte Bürgermeister ist René Geier (UBB).

### Wappen
| Wappen von Bodolz | Blasonierung: „Unter von Gold und Blau gespaltenem Schildhaupt, darin je eine Lilie in verwechselten Farben, gespalten von Blau und Gold, vorne ein goldener Apfelbaumzweig mit zwei Äpfeln und sechs Blättern, hinten ein goldener Äbtissinnenstab mit blauer Krümme und silbernem Pannisellus.“ |
| Wappen von Bodolz | Wappenbegründung: Die beiden Lilien und die Farben Blau und Gold weisen auf die Fugger hin. Der Äbtissinnenstab im Wappen erinnert an die ehemalige Herrschaft des Lindauer Damenstifts. Zusatz = Wappenführung seit 1985.                                                                        |

## Soziales Leben
Die Mittelpunkte dörflichen Lebens in Bodolz finden sich im Hauptort sowie dem südlichen Gemeindeteil Enzisweiler. Hier liegen neben Bahnhof und dem Einkaufszentrum mit Arztpraxis und Apotheke das Vereinsheim des hiesigen Fußballvereins BC Bodolz und die Kirche St. Johannes d. Täufer in Ebnet. Im Hauptort steht das Rathaus sowie die Wache der Freiwilligen Feuerwehr. Im Gebäude der neben dem Kindergarten gelegenen Grundschule „Im Obstgarten“ werden regelmäßig Blutspendeaktionen und das Wahllokal eingerichtet.
Eine Bücherei und ein Haus der Generationen liegen im Ortskern. Am letzten Samstag im Juni findet das Bodolzer Kinderfest statt. Nach dem ökumenischen Gottesdienst führt ein Umzug die teilnehmenden Kinder durchs festlich geschmückte Dorf zur Spielmeile vor dem Rathaus.

## Baudenkmäler
Ortsbildtypisch sind die religiösen Bildstöcke aus dem 18. und 19. Jahrhundert.

## Wirtschaft einschließlich Land- und Forstwirtschaft
Kleingewerbe, Obstbau und Sommertourismus prägen die lokale Wirtschaft.
2020 gab es 1060 sozialversicherungspflichtig Beschäftigte am Wohnort. In Bodolz gibt es (2020) drei Arbeitslose unter 25 Jahren.
Im Jahre 2020 bestanden noch 16 landwirtschaftliche Betriebe. Seit dem 1. April 2004 ist Bodolz, nachdem der letzte milchwirtschaftliche Betrieb August Krenkel sein Vieh abgegeben hat, vollständig vom Obstbau geprägt.

## Bildung
In Bodolz gibt es die „Grundschule im Obstgarten“, einen kommunalen Kindergarten und den „Kath. Kindergarten St. Johannes der Täufer“.

## Verkehr

### Individualverkehr
Bei den Straßen im Ortsgebiet Bodolz handelt es sich überwiegend um wenig befahrene Landstraßen, die nur wenige separate Rad- und Fußwege erforderlich machen. Ausnahme bildet die Kreisstraße LI 16 (ehem. B 31, B 31 alt), die trotz der Verlegung der Bundesstraße als Schnellstraße bei Bruggach immer noch ein hohes Verkehrsaufkommen in Enzisweiler mitsichbringt. Problematisch ist das vor allem bei Sperrungen (z. B. nach Unfällen) auf der B 31n, da die LI 16 dann als Umfahrung genutzt wird.

### Öffentlicher Personennahverkehr (ÖPNV)
Der Ortsteil Ebnet (über einen wenigminütigen Fußweg auch Enzisweiler und Hoyerberg) wird von der Linie 4 des Stadtbus Lindau im Halbstundentakt bedient. Stündlich fahren die Busse der RBA durch die Gemeindeteile Enzisweiler und Bettnau/Hochsträß sowie den Hauptort Bodolz. Die übrigen Ortschaften bleiben nahverkehrstechnisch unerschlossen.
Trotz unmittelbarer Nachbarschaft zur Bahnstrecke Buchloe–Lindau besteht in Bodolz kein Haltepunkt der Züge in die Richtungen Lindau oder Hergatz. Lediglich Enzisweiler an der Bahnstrecke Friedrichshafen–Lindau verfügt über einen unregelmäßig bedienten Haltepunkt von Regionalbahnen am alten Bahnhofsgebäude, von dem aus die Weichen und Signale noch manuell mechanisch betätigt werden.

## Persönlichkeiten
- Karl Heinz Burmeister (1936–2014), deutscher Jurist und Historiker, lebte in Bodolz und verfasste die Dorfchronik